# Kuupik Kleist

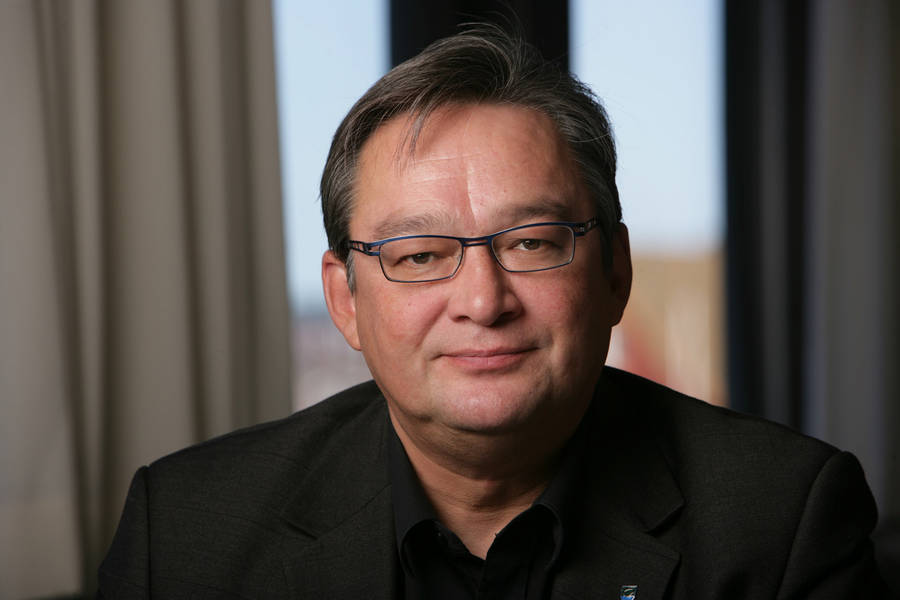
Kuupik Kleist (2008)

Jakob Edvard Kuupik Vandersee Kleist (* 31. März 1958 in Qullissat als Jakob Edvard Geisler) ist ein grönländischer Politiker (Inuit Ataqatigiit). Er war von 2009 bis 2013 Regierungschef Grönlands.

## Leben

### Frühes Leben
Kleist wurde in Qullissat als uneheliches Kind der taubstummen Anne Marie Geisler und eines dänischen Handwerkers geboren. Später wurde er von seinem Onkel Nikolaj Kleist und der Schwester seiner Mutter, Bertiaraq, adoptiert. Die Schauspielerin Makka Kleist (* 1951) ist die leibliche Tochter seiner Adoptiveltern. Er lebt mit seiner Partnerin Aviâja Vandersee und drei gemeinsamen sowie zwei Stiefkindern in Nuuk.
In Qullissat besuchte er von 1966 bis 1972 die Volksschule. Anschließend ging er von 1972 bis 1975 auf die Realschule in Sisimiut und dann von 1975 bis 1978 auf die Staatsschule im dänischen Birkerød. 1983 schloss er sein Studium als Sozionom an der Universität Roskilde ab.
Von 1985 bis 1988 war er Vizedirektor des grönländischen Bildungsdirektorats. Anschließend leitete er bis 1999 die grönländische Journalistenausbildung. Von 1996 bis 1999 war er zudem Direktor des grönländischen Außenministeriums.

### Anfänge in der Politik
Politisiert wurde Kleist durch die Schließung der Bergbausiedlung Qullissat 1972, nachdem die Kohleminen erschöpft waren. Die zwangsweise Umsiedlung der Bewohner löste eine politische Bewegung gegen die Fremdbestimmung aus Kopenhagen aus.
Kuupik Kleist ließ sich erstmals bei der Parlamentswahl 1984 als Erster Stellvertreter für Sakarias Kvania aufstellen. 1985 wurde er zum Vizedirektor des grönländischen Bildungsdirektorats ernannt. Bei der Parlamentswahl 1987 kandidierte er erstmals selbst, wurde aber nicht gewählt. Im selben Jahr kandidierte er auch erfolglos bei der Folketingswahl 1987. Im Jahr darauf war er bei der Folketingswahl 1988 nur Erster Stellvertreter für Josef Motzfeldt. 1988 gab er seinen Vizedirektorposten auf und wurde er Leiter der grönländischen Journalistenausbildung.
Bei der Parlamentswahl 1991 kandidierte er erneut und wurde wieder nicht gewählt. Dennoch wurde er nach der Wahl zum Minister für Wohnungswesen und Technisches im Kabinett Johansen I ernannt. Bei der Folketingswahl 1994 war er erster Stellvertreter für Aqqaluk Lynge.
Bei der Parlamentswahl 1995 wurde er zum ersten Mal ins Inatsisartut gewählt. Als er jedoch zum Direktor des Außenministeriums ernannt wurde, trat er im November 1996 zurück. Er führte das Amt bis 1999 aus und trat anschließend auch als Leiter der Journalistenausbildung zurück.

### Karriere im Folketing und als Regierungschef
Bei der Folketingswahl 2001 trat Kuupik Kleist wieder an und schaffte es erstmals, für die Inuit Ataqatigiit einen der beiden Sitze im Folketing zu erzielen, die bisher immer von Siumut und Atassut besetzt worden waren. Bei der Parlamentswahl 2002 konnte er wieder ins Inatsisartut einziehen, nachdem er 1999 nicht angetreten war. Von 2000 bis 2001 war er Sekretär der Selvstyrekommission und ab 2004 deren Mitglied. Bei der Folketingswahl 2005 wurde er wiedergewählt und konnte auch bei der Parlamentswahl 2005 seinen Sitz verteidigen.
Im Juni 2007 wurde er als Nachfolger von Josef Motzfeldt zum neuen Parteivorsitzenden der Inuit Ataqatigiit gewählt. Zugleich gab er an, bei der nächsten Folketingswahl nicht mehr antreten zu wollen, womit er noch im selben Jahr ausschied.
Unter ihm gelang der Partei bei der Parlamentswahl 2009 ein Erdrutschsieg, wodurch erstmals die Siumut nicht mehr den Regierungschef stellen konnte. Stattdessen wurde Kuupik Kleist Regierungschef und bildete das Kabinett Kleist zusammen mit den Demokraatit und der Kattusseqatigiit Partiiat.
Bei der Wahl 2013 wurde wieder die Siumut stärkste Partei und Aleqa Hammond löste Kuupik Kleist als Regierungschefin ab. 2014 gab er das Amt des Parteivorsitzenden an Sara Olsvig ab, nachdem kritisiert worden war, dass er Unternehmen bezüglich Investitionsmöglichkeiten in Grönland beraten hatte. Bei der Wahl 2014 trat er nicht mehr an und beendete seine politische Karriere.
Nach dem Regierungswechsel in Folge der Parlamentswahl 2021 wurde er von seiner Partei Anfang Januar 2022 zum Nachfolger von Ineqi Kielsen als Vorsitzenden der Verfassungskommission ernannt. Bereits im Ende April 2022 trat er aus Unzufriedenheit über die Kommissionsarbeit zurück.

### Sonstiges
Von 1995 bis 1997 war Kuupik Kleist Ratsmitglied der Inuit Circumpolar Conference. Von 2022 bis 2023 war er Vorsitzender der grönländischen Abteilung des ICC. Er war Vorsitzender von TELE Greenland und der Plattengesellschaft Ulo. Bis zur Schließung Ende 2023 war er Aufsichtsratsvorsitzender von Nuuk Imeq.
Er ist auch als Musiker bekannt und wird als „grönländische Antwort auf Leonard Cohen“ bezeichnet. 2017 erhielt er den Ebbe-Munck-Ehrenpreis. 2024 veröffentlichte er gemeinsam mit John Hansen ein Musikbuch, bei dem er die Texte von 21 klassischen grönländischen Liedern ins Englische übersetzte.
Am 17. Mai 2010 wurde er mit dem Nersornaat in Gold ausgezeichnet.